# 26-та армія (СРСР)
Двадця́ть шо́ста а́рмія (26 А) — загальновійськова армія у складі Збройних сил СРСР з липня 1940 до серпня 1945.

## Командування
- Командувачі:
  - генерал-лейтенант Костенко Ф. Я. (липень 1940 — вересень 1941),
  - генерал-лейтенант Куркін О. В. (жовтень 1941),
  - генерал-лейтенант Соколов Г. Г. (жовтень — грудень 1941),
  - генерал-майор Никишин М. М. (березень 1942 — травень 1943),
  - генерал-майор, з серпня 1943 — генерал-лейтенант Сквирський Л. С. (травень 1943 — січень 1945),
  - генерал-лейтенант Гаген М. О. (січень 1945 — до кінця війни).